# Bârzava
Bârzava é uma comuna romena localizada no distrito de Arad, na região histórica da Transilvânia. A comuna possui uma área de 256.43 km² e sua população era de 2892 habitantes segundo o censo de 2007.